# 姚家街道
姚家街道，是中华人民共和国山東省济南市历下区下辖的一个乡镇级行政单位。

## 行政区划
姚家街道下辖以下地区：
仁合社区、十里河社区、友谊苑社区、三箭平安苑社区、中润世纪城社区、名士豪庭社区、姚家村、浆水泉村、荆山村、窑头村和丁家村。